# Chuque du Nord

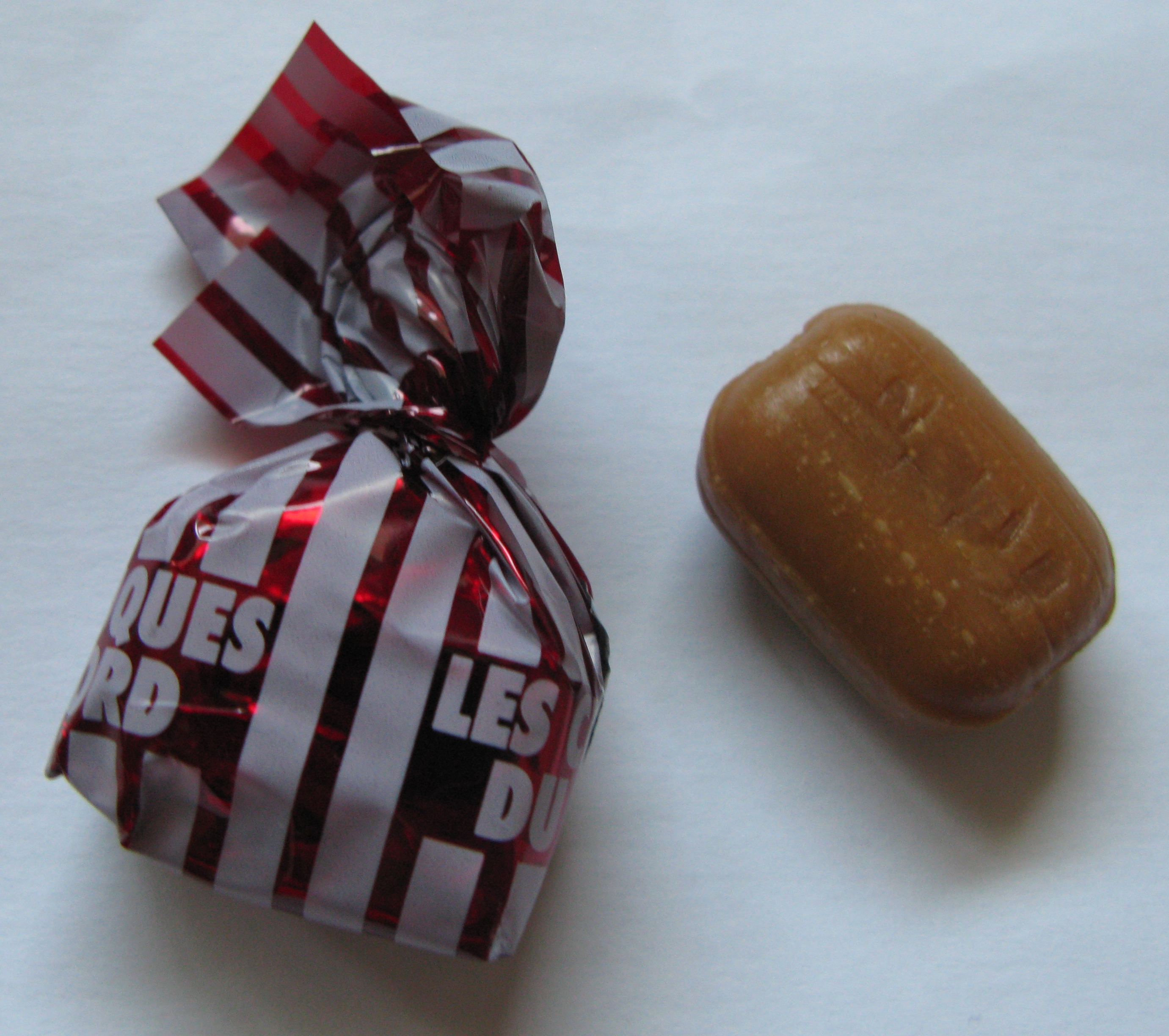
Chuques du Nord.

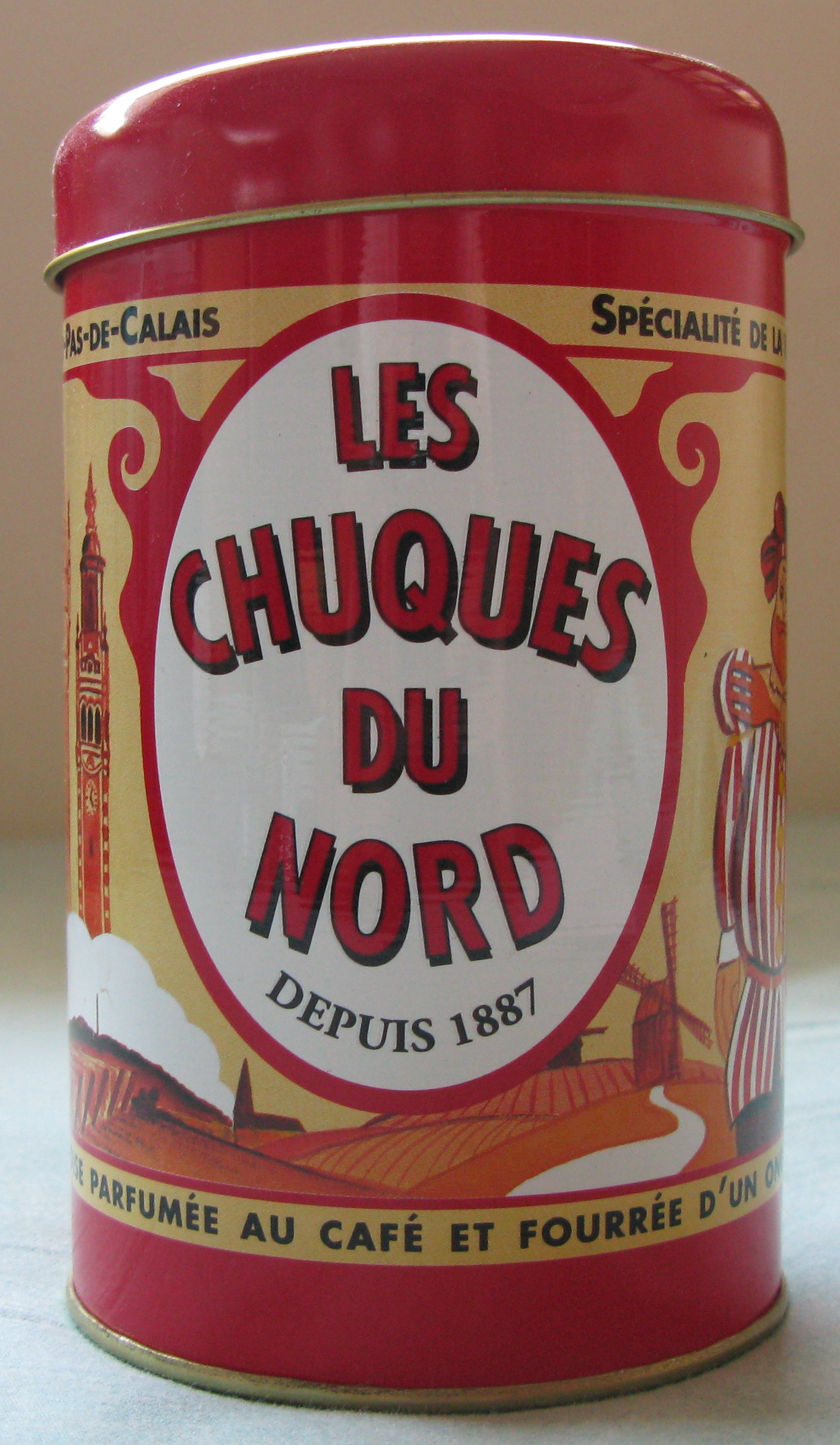
Boîte de chuques.

La chuque du Nord est une friandise parfumée au café, et fourrée d'un caramel tendre, de la région Nord-Pas-de-Calais.
Par tradition, les chuques du Nord sont emballées en papillotes rouges rayées de blanc. 

## Dénomination
En ch'ti, « chuque » signifie sucre, friandise.

## Histoire
En 1887, Victor Piteau, confiseur du Douaisis, eut l'idée de verser le restant de son café aromatisé à la chicorée sur du caramel. Il le mélangea et le roula dans du sucre de betterave avant qu'il ne durcisse. Il laissa le bonbon refroidir sur une pierre bleue, et constata avec surprise que l'intérieur du bonbon restait tendre. Il baptisa ce bonbon la « chuque du Nord ».